# Университетская улица (Мелитополь)
Университетская улица (укр. Університетська вулиця) — улица в центре Мелитополя. Начинается от Соборной площади и идёт на запад, пересекая проспект Богдана Хмельницкого и улицу Воинов-Интернационалистов. Оканчивается у железной дороги.

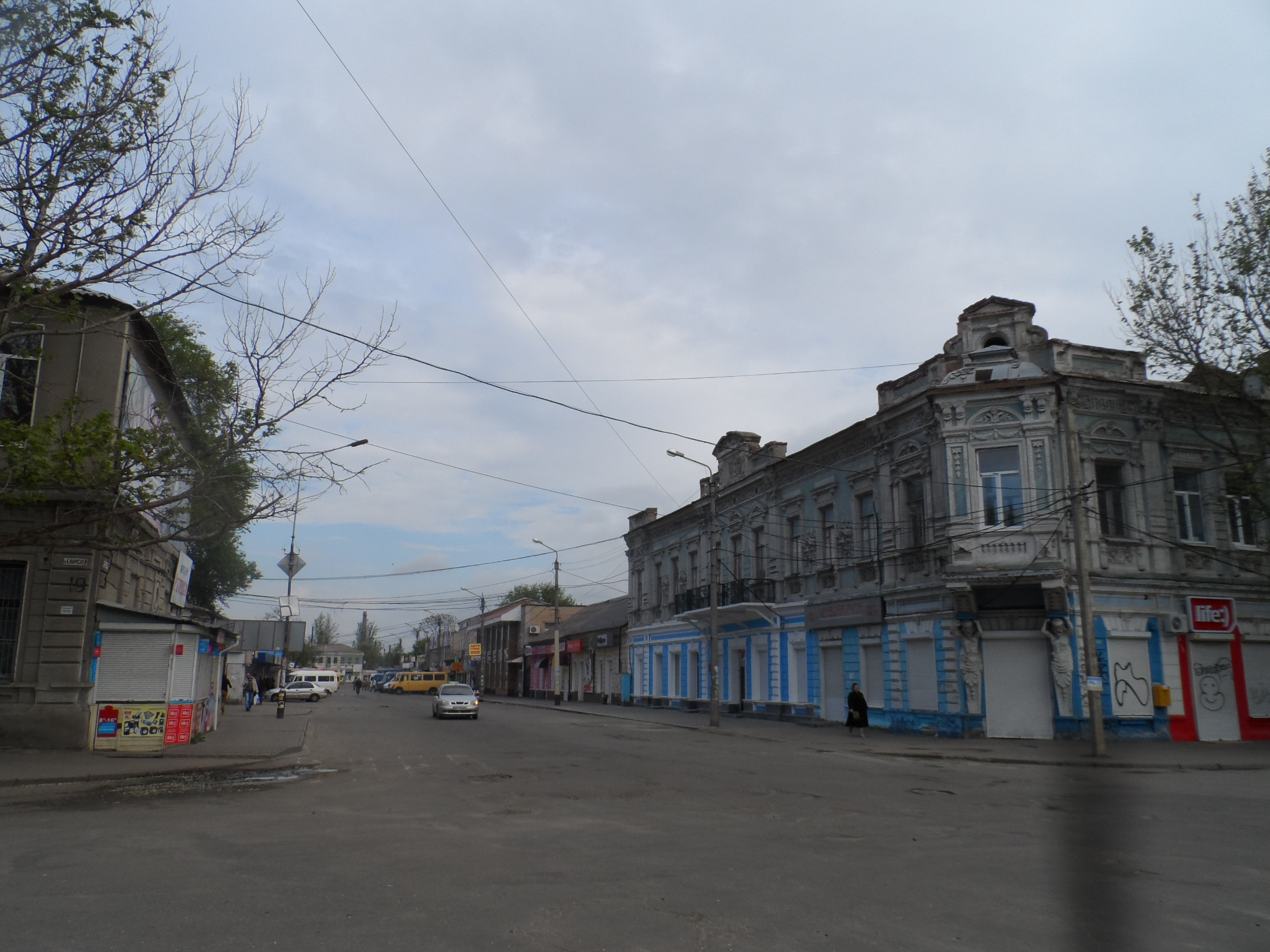

## История
В конце XIX века улица называлась Мариинской улицей или Мариинским проспектом.
В 1886 году на Мариинской улице, в доме Минаша, была открыта Мелитопольская вольная аптека, содержателем и управляющим которой был провизор Александр Карлович Годзишевский.
В 1899 году в начале улицы возле Базарной площади (теперь площадь Соборная) был построен собор Александра Невского.

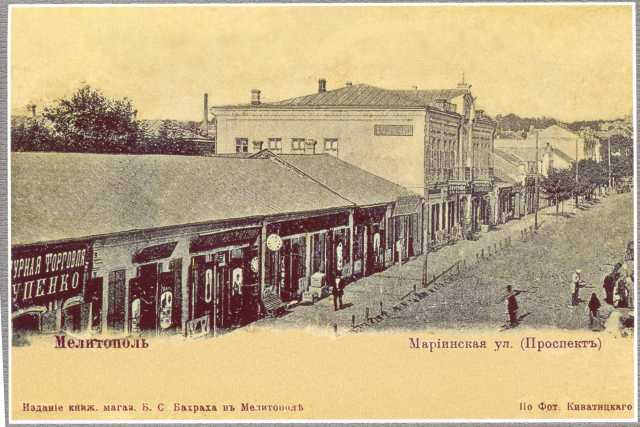
Вид на Мариинский проспект со стороны Базарной площади
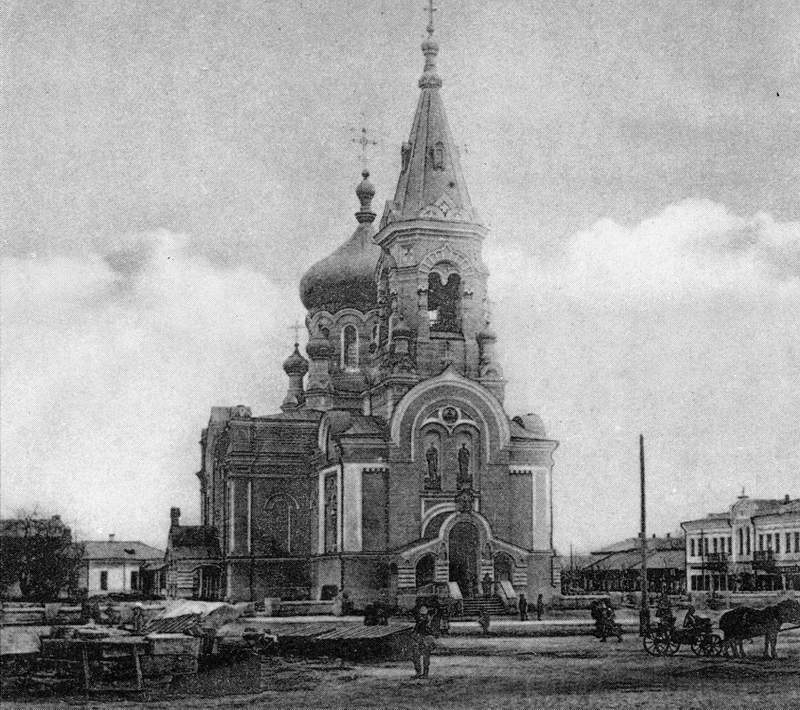
Александро-Невский собор
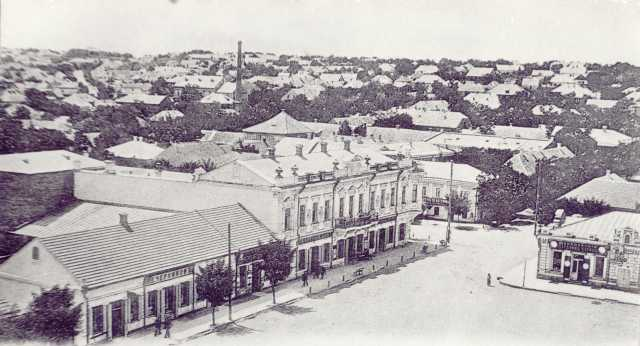
Вид на проспект с колокольни собора
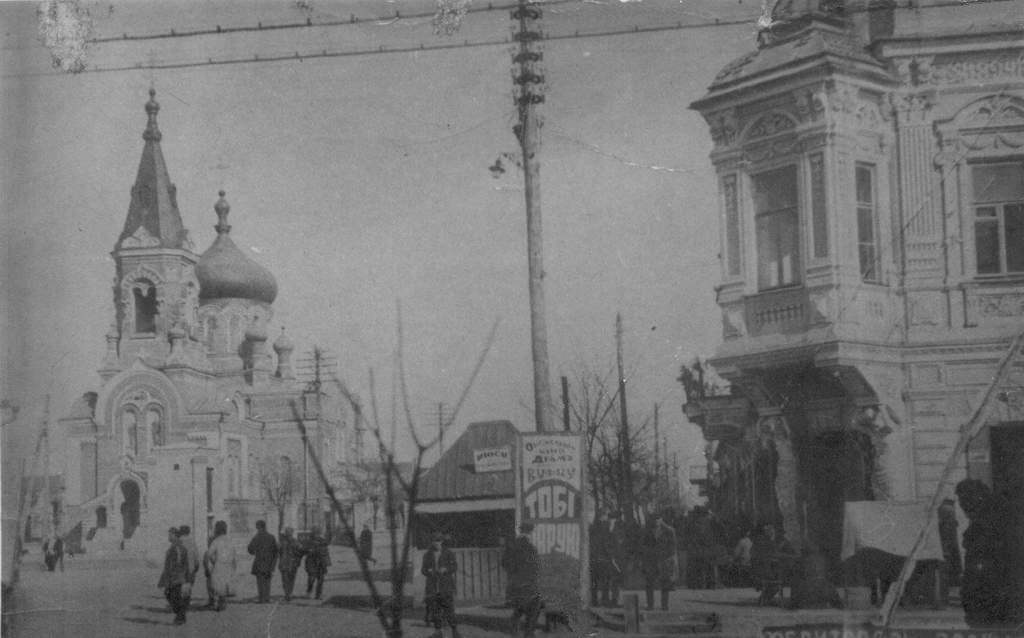
Перекрёсток с Воронцовской улицей

25 октября 1921 года, в первой послереволюционной волне переименований, Мариинская улица была переименована в улицу Свердлова.
В 1921 году на улице Свердлова открылся детский дом № 2 им. Луначарского для нормальных детей.
В 1936 году собор Александра Невского был разрушен, и теперь на его фундаменте построен крытый павильон Центрального Рынка.
1 апреля 1936 года на улице Свердлова была открыта новая парикмахерская на два отделения (дамское и детское).
В годы немецкой оккупации улица была переименована в Почтовую.
14 апреля 2016 года решением Мелитопольского городского совета № 60/3 улице присвоено нынешнее название.

## Объекты
- Автостанция № 2
- Центральный рынок
- Рынок «Образцовый»[6]
- Городское отделение связи
- Завод «Гидромаш»